# Johannes M. Schröder

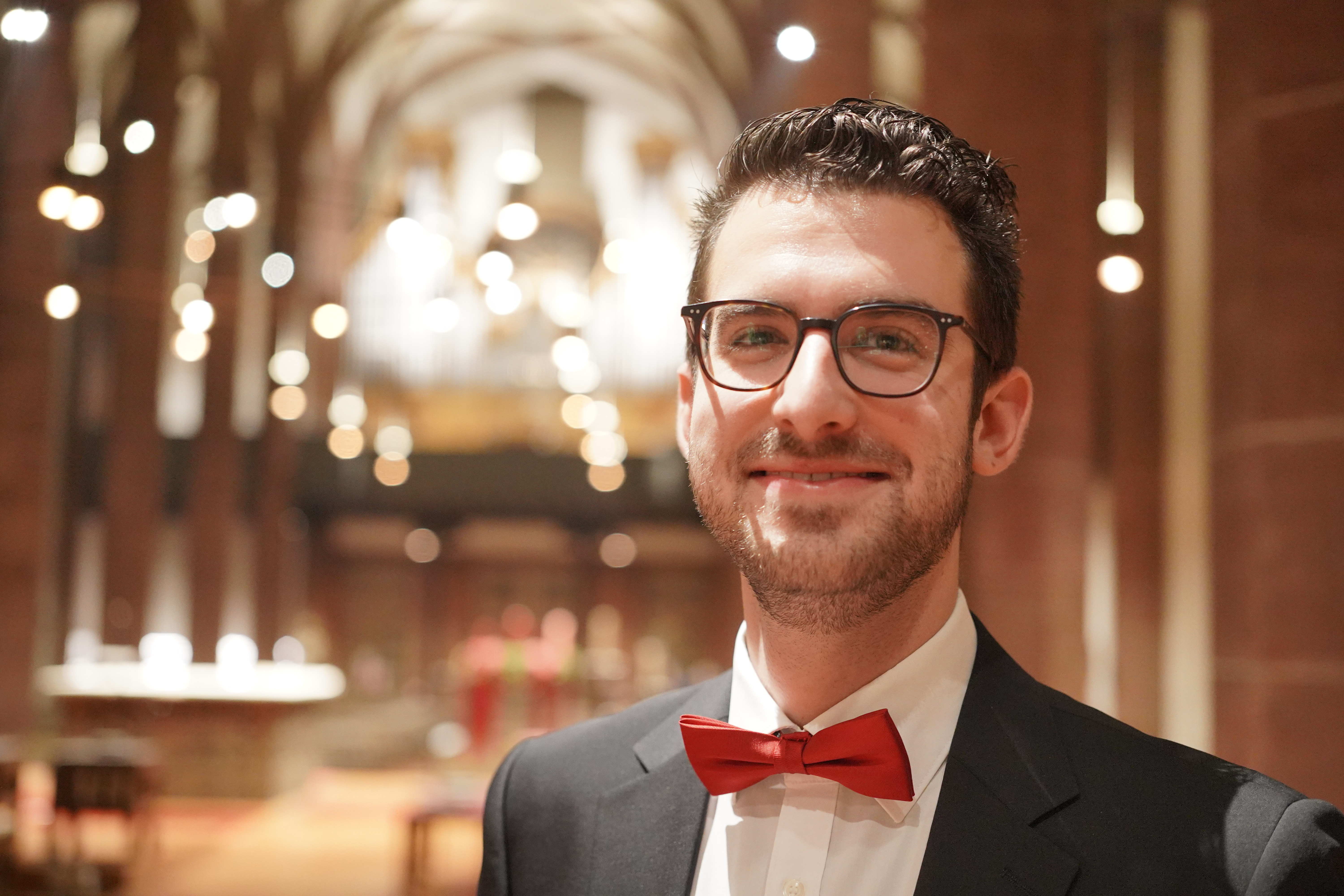
Schröder in St. Bonifatius, Wiesbaden, 11. Dezember 2022

Johannes M. Schröder (* 3. Oktober 1991 in Hachenburg) ist ein deutscher Organist, Komponist und römisch-katholischer Kirchenmusiker.

## Leben
Johannes M. Schröder erhielt seinen ersten Klavier-, Tonsatz- und Kompositionsunterricht im Alter von 12 Jahren, ein Jahr später folgte der erste Orgelunterricht. Von 2009 bis 2012 erhielt er Unterricht in liturgischer und konzertanter Orgelimprovisation bei Domorganist Stefan Schmidt (Würzburg), ab 2011 außerdem im Literaturspiel. Außerdem erhielt er Unterricht bei Peter Domjak (Essen) und Frédéric Blanc (Paris).
Von 2011 bis 2017 studierte er katholische Kirchenmusik und Konzertfach Orgel im Bachelor- und Masterstudium an der Hochschule für Musik und Tanz Köln (Literaturspiel und Improvisation bei Johannes Geffert und Thierry Mechler, Tonsatz bei Johannes Schild). Im Jahr 2011 wurde er von der „Stiftung DEY“ des Bistums Limburg als Stipendiat aufgenommen.
Johannes M. Schröder ist seit Mai 2014 hauptamtlicher Kirchenmusiker an der Pfarrkirche St. Bonifatius in Wirges.
Seine Konzerttätigkeit führte ihn unter anderem an die Domkirchen von Köln, Limburg, Riga und Speyer, sowie in die Kölner Philharmonie.
Als Komponist und Arrangeur arbeitet er für den Carus-Verlag, den B-Note Musikverlag und den Dehm Verlag.
Sein junges Unternehmen „WestWood Sounds“ ist schwerpunktmäßig in den Bereichen der elementaren Musikpädagogik und des Musikunterrichts verwurzelt.
2022 wurde er im Fach Musiktheorie mit einer Arbeit über Henri Mulet an der Johannes Gutenberg-Universität Mainz promoviert.

## Werke
Schröder komponierte Chor- und Orgelwerke, darunter Choralvorspiele zum Gotteslob. Sein Oratorium Beati Pauperes. Selig, die arm sind vor Gott von 2019 ist eine Kompositionsauftrag des Limburger Bistums zum Anlass des Jahrestages der Heiligsprechung von Maria Katharina Kasper. Das Elberfelder Requiem ist ebenfalls eine Auftragsarbeit, in der die Gesänge des Allerseelentages auf zeitgenössische Weise vertont werden.
- Choralvorspiele für Orgel zum Gotteslob[4]
- Missa simplex, für Chor (SATB) und Orgel. B-Note Musikverlag, Hagen im Bremischen, ISMN 979-0-5021-8546-6.[5]
- Elberfelder Requiem, für Chor (SATB), Violoncello und Orgel. B-Note Musikverlag, Hagen im Bremischen 2012, ISMN 979-0-5021-8679-1.[5]
- Beati Pauperes. Selig, die arm sind vor Gott. Oratorium für Soli, Chor, Kinderchor und Orchester. Dehm-Verlag, Limburg 2019, ISBN 978-3-943302-57-8.[10]
- Neue geistliche Literatur für Frauenchöre; Hrsg. zusammen mit Patrick Dehm, Dehm Verlag 2021
- Auf dem Weg durch diese Nacht, Chorbuch Evensong I Abendlob, für Oberstimmenchor und gemischten Chor; Hrsg. zusammen mit Patrick Dehm, Dehm Verlag 2020

### Schriften
- Henri Mulet. Studien zur Orgelmusik. Dehm Verlag, Limburg 2022.[11]